# Престин, Евгений Константинович
Евгений Константинович Престин (6 (18) января 1890, Архангельск, Российская империя — 12 февраля 1938, Ленинград, СССР) — советский военно-морской деятель

## Служба в Российском Императорском Флоте
Евгений Престин родился в семье офицера Корпуса штурманов флота, в дальнейшем начальника Архангельского торгово-мореходного училища и генерал-майора по гидрографии Константина Ивановича Престина (1864, Кронштадт—1935, Ленинград).
После окончания Морского корпуса Престин служил на кораблях Российского Императорского флота, а затем поступил на Гидрографическое отделение Николаевской Морской академии, обучение в которой ему пришлось прервать в связи с началом Первой мировой войны. 4 апреля 1917 года «за отличие по службе» Престин был произведен в чин старшего лейтенанта.

## Служба в Рабоче-Крестьянском Красном Флоте
После Октябрьской революции Евгений Константинович остался на службе и занимал должность начальника строевой части штаба флотилии Северного Ледовитого океана. Участвовал в Гражданской войне в должности исполняющего должность начальника Главного управления личного состава РККФ, начальника штаба и временно исполняющего обязанности командующего Северо-Двинской военной флотилии. В 1920 году он обвинялся в контрреволюционной деятельности.
После окончания военных действий Престин продолжал службу в 1920—1921 годах в должности начальника службы связи Морских сил Белого моря и Северного Ледовитого океана, в 1921—1923 годах — начальника оперативно-технического отдела штаба Морских сил Северного моря.
В 1923 году Евгений Константинович был переведен на Дальний Восток на должность начальника оперативного отдела штаба Морских сил Дальнего Востока, где в 1925—1926 годах участвовал в комиссии ВЦИК по приему острова Сахалин.

## Служба в Управлении Морских Сил РККА
В 1926 году Престин был переведен в Москву на должность начальника организационно — мобилизационного отдела оперативного управления штаба РККФ, а затем служил в Разведывательном управлении штаба РККА. В том же году он был назначен начальником 1-го (иностранного) отдела учебно-строевого управления Управления ВМС РККА.
В 1928 году Евгений Константинович окончил Курсы усовершенствования высшего начальствующего состава при Военно-морской академии РККА и вернулся на должность начальника 1-го (иностранного) отдела учебно-строевого Управления ВМС РККА, которую занимал до 1931 года, когда был назначен начальником 1-го сектора Управления боевой подготовки Управления ВМС РККА. В 1932—1933 годах — начальник 6-го (иностранного) сектора 1-го управления Управления ВМС РККА.

## Служба в Морских силах Балтийского моря и КБФ
В 1933 году Престин был назначен начальником штаба бригады линейных крейсеров Балтийского флота, а в 1935 году переведен на должность начальника 2-го отдела — заместителя начальника штаба Балтийского флота. С введением персональных званий ему было присвоено 15 марта 1936 года звания капитана 1-го ранга.

## Политические репрессии
В сентябре 1937 года Евгений Константинович был арестован и в феврале следующего года расстрелян.
Реабилитирован постановлением Верховного суда Российской Федерации 7 июня 1999 года.

## Брат
Евгений Константинович имел пять братьев и сестёр.
- Виктор Константинович Престин (род.1897, Архангельск) — судовой моторист, житель Архангельска, по постановлению Вологдского губернского революционного трибунала от 13 мая 1921 года "за службу в белой армии" осуждён к бессрочному лишению свободы. Освобождён из под стражи 22 декабря 1922 года. Реабилитирован 20 августа 1992 года.
- Один из братьев расстрелян красноармейцами на вокзале в Вологде[2].